# Aleksandr Goldstein
Aleksandr Goldstein, scritto anche Alexander Goldstein (Varsavia, 24 febbraio 1911 – Australia, 28 settembre 1988), è stato un compositore di scacchi polacco naturalizzato australiano.
Ha composto oltre 300 problemi, prevalentemente diretti in due e tre mosse, vincendo numerosi premi (20 primi premi). Il suo genere preferito sono i matti in tre e più mosse di tipo strategico, ed è considerato il continuatore del suo connazionale David Przepiorka.
Ottimo conoscitore delle lingue, durante l'avanzata tedesca della seconda guerra mondiale si rifugiò in URSS e grazie all'aiuto dei problemisti sovietici ottenne un impiego come traduttore. Terminata la guerra visse per due anni in Francia (1948-1949) e in seguito si trasferì in Australia, ottenendo dopo pochi anni la cittadinanza australiana.
Era anche un buon giocatore di scacchi a tavolino e un eccellente giocatore di bridge.
Tre suoi problemi:
|   | a | b | c | d | e | f | g | h |   |
| 8 | f8 alfiere del bianco · e7 cavallo del bianco · f7 pedone del nero · h7 alfiere del nero · e6 pedone del nero · f6 re del nero · a5 pedone del nero · c5 donna del bianco · e5 cavallo del bianco · g4 pedone del nero · h4 re del bianco · a3 torre del nero · c3 cavallo del nero · g3 pedone del nero · h3 cavallo del nero · d1 donna del nero | f8 alfiere del bianco · e7 cavallo del bianco · f7 pedone del nero · h7 alfiere del nero · e6 pedone del nero · f6 re del nero · a5 pedone del nero · c5 donna del bianco · e5 cavallo del bianco · g4 pedone del nero · h4 re del bianco · a3 torre del nero · c3 cavallo del nero · g3 pedone del nero · h3 cavallo del nero · d1 donna del nero | f8 alfiere del bianco · e7 cavallo del bianco · f7 pedone del nero · h7 alfiere del nero · e6 pedone del nero · f6 re del nero · a5 pedone del nero · c5 donna del bianco · e5 cavallo del bianco · g4 pedone del nero · h4 re del bianco · a3 torre del nero · c3 cavallo del nero · g3 pedone del nero · h3 cavallo del nero · d1 donna del nero | f8 alfiere del bianco · e7 cavallo del bianco · f7 pedone del nero · h7 alfiere del nero · e6 pedone del nero · f6 re del nero · a5 pedone del nero · c5 donna del bianco · e5 cavallo del bianco · g4 pedone del nero · h4 re del bianco · a3 torre del nero · c3 cavallo del nero · g3 pedone del nero · h3 cavallo del nero · d1 donna del nero | f8 alfiere del bianco · e7 cavallo del bianco · f7 pedone del nero · h7 alfiere del nero · e6 pedone del nero · f6 re del nero · a5 pedone del nero · c5 donna del bianco · e5 cavallo del bianco · g4 pedone del nero · h4 re del bianco · a3 torre del nero · c3 cavallo del nero · g3 pedone del nero · h3 cavallo del nero · d1 donna del nero | f8 alfiere del bianco · e7 cavallo del bianco · f7 pedone del nero · h7 alfiere del nero · e6 pedone del nero · f6 re del nero · a5 pedone del nero · c5 donna del bianco · e5 cavallo del bianco · g4 pedone del nero · h4 re del bianco · a3 torre del nero · c3 cavallo del nero · g3 pedone del nero · h3 cavallo del nero · d1 donna del nero | f8 alfiere del bianco · e7 cavallo del bianco · f7 pedone del nero · h7 alfiere del nero · e6 pedone del nero · f6 re del nero · a5 pedone del nero · c5 donna del bianco · e5 cavallo del bianco · g4 pedone del nero · h4 re del bianco · a3 torre del nero · c3 cavallo del nero · g3 pedone del nero · h3 cavallo del nero · d1 donna del nero | f8 alfiere del bianco · e7 cavallo del bianco · f7 pedone del nero · h7 alfiere del nero · e6 pedone del nero · f6 re del nero · a5 pedone del nero · c5 donna del bianco · e5 cavallo del bianco · g4 pedone del nero · h4 re del bianco · a3 torre del nero · c3 cavallo del nero · g3 pedone del nero · h3 cavallo del nero · d1 donna del nero | 8 |
| 7 | f8 alfiere del bianco · e7 cavallo del bianco · f7 pedone del nero · h7 alfiere del nero · e6 pedone del nero · f6 re del nero · a5 pedone del nero · c5 donna del bianco · e5 cavallo del bianco · g4 pedone del nero · h4 re del bianco · a3 torre del nero · c3 cavallo del nero · g3 pedone del nero · h3 cavallo del nero · d1 donna del nero | f8 alfiere del bianco · e7 cavallo del bianco · f7 pedone del nero · h7 alfiere del nero · e6 pedone del nero · f6 re del nero · a5 pedone del nero · c5 donna del bianco · e5 cavallo del bianco · g4 pedone del nero · h4 re del bianco · a3 torre del nero · c3 cavallo del nero · g3 pedone del nero · h3 cavallo del nero · d1 donna del nero | f8 alfiere del bianco · e7 cavallo del bianco · f7 pedone del nero · h7 alfiere del nero · e6 pedone del nero · f6 re del nero · a5 pedone del nero · c5 donna del bianco · e5 cavallo del bianco · g4 pedone del nero · h4 re del bianco · a3 torre del nero · c3 cavallo del nero · g3 pedone del nero · h3 cavallo del nero · d1 donna del nero | f8 alfiere del bianco · e7 cavallo del bianco · f7 pedone del nero · h7 alfiere del nero · e6 pedone del nero · f6 re del nero · a5 pedone del nero · c5 donna del bianco · e5 cavallo del bianco · g4 pedone del nero · h4 re del bianco · a3 torre del nero · c3 cavallo del nero · g3 pedone del nero · h3 cavallo del nero · d1 donna del nero | f8 alfiere del bianco · e7 cavallo del bianco · f7 pedone del nero · h7 alfiere del nero · e6 pedone del nero · f6 re del nero · a5 pedone del nero · c5 donna del bianco · e5 cavallo del bianco · g4 pedone del nero · h4 re del bianco · a3 torre del nero · c3 cavallo del nero · g3 pedone del nero · h3 cavallo del nero · d1 donna del nero | f8 alfiere del bianco · e7 cavallo del bianco · f7 pedone del nero · h7 alfiere del nero · e6 pedone del nero · f6 re del nero · a5 pedone del nero · c5 donna del bianco · e5 cavallo del bianco · g4 pedone del nero · h4 re del bianco · a3 torre del nero · c3 cavallo del nero · g3 pedone del nero · h3 cavallo del nero · d1 donna del nero | f8 alfiere del bianco · e7 cavallo del bianco · f7 pedone del nero · h7 alfiere del nero · e6 pedone del nero · f6 re del nero · a5 pedone del nero · c5 donna del bianco · e5 cavallo del bianco · g4 pedone del nero · h4 re del bianco · a3 torre del nero · c3 cavallo del nero · g3 pedone del nero · h3 cavallo del nero · d1 donna del nero | f8 alfiere del bianco · e7 cavallo del bianco · f7 pedone del nero · h7 alfiere del nero · e6 pedone del nero · f6 re del nero · a5 pedone del nero · c5 donna del bianco · e5 cavallo del bianco · g4 pedone del nero · h4 re del bianco · a3 torre del nero · c3 cavallo del nero · g3 pedone del nero · h3 cavallo del nero · d1 donna del nero | 7 |
| 6 | f8 alfiere del bianco · e7 cavallo del bianco · f7 pedone del nero · h7 alfiere del nero · e6 pedone del nero · f6 re del nero · a5 pedone del nero · c5 donna del bianco · e5 cavallo del bianco · g4 pedone del nero · h4 re del bianco · a3 torre del nero · c3 cavallo del nero · g3 pedone del nero · h3 cavallo del nero · d1 donna del nero | f8 alfiere del bianco · e7 cavallo del bianco · f7 pedone del nero · h7 alfiere del nero · e6 pedone del nero · f6 re del nero · a5 pedone del nero · c5 donna del bianco · e5 cavallo del bianco · g4 pedone del nero · h4 re del bianco · a3 torre del nero · c3 cavallo del nero · g3 pedone del nero · h3 cavallo del nero · d1 donna del nero | f8 alfiere del bianco · e7 cavallo del bianco · f7 pedone del nero · h7 alfiere del nero · e6 pedone del nero · f6 re del nero · a5 pedone del nero · c5 donna del bianco · e5 cavallo del bianco · g4 pedone del nero · h4 re del bianco · a3 torre del nero · c3 cavallo del nero · g3 pedone del nero · h3 cavallo del nero · d1 donna del nero | f8 alfiere del bianco · e7 cavallo del bianco · f7 pedone del nero · h7 alfiere del nero · e6 pedone del nero · f6 re del nero · a5 pedone del nero · c5 donna del bianco · e5 cavallo del bianco · g4 pedone del nero · h4 re del bianco · a3 torre del nero · c3 cavallo del nero · g3 pedone del nero · h3 cavallo del nero · d1 donna del nero | f8 alfiere del bianco · e7 cavallo del bianco · f7 pedone del nero · h7 alfiere del nero · e6 pedone del nero · f6 re del nero · a5 pedone del nero · c5 donna del bianco · e5 cavallo del bianco · g4 pedone del nero · h4 re del bianco · a3 torre del nero · c3 cavallo del nero · g3 pedone del nero · h3 cavallo del nero · d1 donna del nero | f8 alfiere del bianco · e7 cavallo del bianco · f7 pedone del nero · h7 alfiere del nero · e6 pedone del nero · f6 re del nero · a5 pedone del nero · c5 donna del bianco · e5 cavallo del bianco · g4 pedone del nero · h4 re del bianco · a3 torre del nero · c3 cavallo del nero · g3 pedone del nero · h3 cavallo del nero · d1 donna del nero | f8 alfiere del bianco · e7 cavallo del bianco · f7 pedone del nero · h7 alfiere del nero · e6 pedone del nero · f6 re del nero · a5 pedone del nero · c5 donna del bianco · e5 cavallo del bianco · g4 pedone del nero · h4 re del bianco · a3 torre del nero · c3 cavallo del nero · g3 pedone del nero · h3 cavallo del nero · d1 donna del nero | f8 alfiere del bianco · e7 cavallo del bianco · f7 pedone del nero · h7 alfiere del nero · e6 pedone del nero · f6 re del nero · a5 pedone del nero · c5 donna del bianco · e5 cavallo del bianco · g4 pedone del nero · h4 re del bianco · a3 torre del nero · c3 cavallo del nero · g3 pedone del nero · h3 cavallo del nero · d1 donna del nero | 6 |
| 5 | f8 alfiere del bianco · e7 cavallo del bianco · f7 pedone del nero · h7 alfiere del nero · e6 pedone del nero · f6 re del nero · a5 pedone del nero · c5 donna del bianco · e5 cavallo del bianco · g4 pedone del nero · h4 re del bianco · a3 torre del nero · c3 cavallo del nero · g3 pedone del nero · h3 cavallo del nero · d1 donna del nero | f8 alfiere del bianco · e7 cavallo del bianco · f7 pedone del nero · h7 alfiere del nero · e6 pedone del nero · f6 re del nero · a5 pedone del nero · c5 donna del bianco · e5 cavallo del bianco · g4 pedone del nero · h4 re del bianco · a3 torre del nero · c3 cavallo del nero · g3 pedone del nero · h3 cavallo del nero · d1 donna del nero | f8 alfiere del bianco · e7 cavallo del bianco · f7 pedone del nero · h7 alfiere del nero · e6 pedone del nero · f6 re del nero · a5 pedone del nero · c5 donna del bianco · e5 cavallo del bianco · g4 pedone del nero · h4 re del bianco · a3 torre del nero · c3 cavallo del nero · g3 pedone del nero · h3 cavallo del nero · d1 donna del nero | f8 alfiere del bianco · e7 cavallo del bianco · f7 pedone del nero · h7 alfiere del nero · e6 pedone del nero · f6 re del nero · a5 pedone del nero · c5 donna del bianco · e5 cavallo del bianco · g4 pedone del nero · h4 re del bianco · a3 torre del nero · c3 cavallo del nero · g3 pedone del nero · h3 cavallo del nero · d1 donna del nero | f8 alfiere del bianco · e7 cavallo del bianco · f7 pedone del nero · h7 alfiere del nero · e6 pedone del nero · f6 re del nero · a5 pedone del nero · c5 donna del bianco · e5 cavallo del bianco · g4 pedone del nero · h4 re del bianco · a3 torre del nero · c3 cavallo del nero · g3 pedone del nero · h3 cavallo del nero · d1 donna del nero | f8 alfiere del bianco · e7 cavallo del bianco · f7 pedone del nero · h7 alfiere del nero · e6 pedone del nero · f6 re del nero · a5 pedone del nero · c5 donna del bianco · e5 cavallo del bianco · g4 pedone del nero · h4 re del bianco · a3 torre del nero · c3 cavallo del nero · g3 pedone del nero · h3 cavallo del nero · d1 donna del nero | f8 alfiere del bianco · e7 cavallo del bianco · f7 pedone del nero · h7 alfiere del nero · e6 pedone del nero · f6 re del nero · a5 pedone del nero · c5 donna del bianco · e5 cavallo del bianco · g4 pedone del nero · h4 re del bianco · a3 torre del nero · c3 cavallo del nero · g3 pedone del nero · h3 cavallo del nero · d1 donna del nero | f8 alfiere del bianco · e7 cavallo del bianco · f7 pedone del nero · h7 alfiere del nero · e6 pedone del nero · f6 re del nero · a5 pedone del nero · c5 donna del bianco · e5 cavallo del bianco · g4 pedone del nero · h4 re del bianco · a3 torre del nero · c3 cavallo del nero · g3 pedone del nero · h3 cavallo del nero · d1 donna del nero | 5 |
| 4 | f8 alfiere del bianco · e7 cavallo del bianco · f7 pedone del nero · h7 alfiere del nero · e6 pedone del nero · f6 re del nero · a5 pedone del nero · c5 donna del bianco · e5 cavallo del bianco · g4 pedone del nero · h4 re del bianco · a3 torre del nero · c3 cavallo del nero · g3 pedone del nero · h3 cavallo del nero · d1 donna del nero | f8 alfiere del bianco · e7 cavallo del bianco · f7 pedone del nero · h7 alfiere del nero · e6 pedone del nero · f6 re del nero · a5 pedone del nero · c5 donna del bianco · e5 cavallo del bianco · g4 pedone del nero · h4 re del bianco · a3 torre del nero · c3 cavallo del nero · g3 pedone del nero · h3 cavallo del nero · d1 donna del nero | f8 alfiere del bianco · e7 cavallo del bianco · f7 pedone del nero · h7 alfiere del nero · e6 pedone del nero · f6 re del nero · a5 pedone del nero · c5 donna del bianco · e5 cavallo del bianco · g4 pedone del nero · h4 re del bianco · a3 torre del nero · c3 cavallo del nero · g3 pedone del nero · h3 cavallo del nero · d1 donna del nero | f8 alfiere del bianco · e7 cavallo del bianco · f7 pedone del nero · h7 alfiere del nero · e6 pedone del nero · f6 re del nero · a5 pedone del nero · c5 donna del bianco · e5 cavallo del bianco · g4 pedone del nero · h4 re del bianco · a3 torre del nero · c3 cavallo del nero · g3 pedone del nero · h3 cavallo del nero · d1 donna del nero | f8 alfiere del bianco · e7 cavallo del bianco · f7 pedone del nero · h7 alfiere del nero · e6 pedone del nero · f6 re del nero · a5 pedone del nero · c5 donna del bianco · e5 cavallo del bianco · g4 pedone del nero · h4 re del bianco · a3 torre del nero · c3 cavallo del nero · g3 pedone del nero · h3 cavallo del nero · d1 donna del nero | f8 alfiere del bianco · e7 cavallo del bianco · f7 pedone del nero · h7 alfiere del nero · e6 pedone del nero · f6 re del nero · a5 pedone del nero · c5 donna del bianco · e5 cavallo del bianco · g4 pedone del nero · h4 re del bianco · a3 torre del nero · c3 cavallo del nero · g3 pedone del nero · h3 cavallo del nero · d1 donna del nero | f8 alfiere del bianco · e7 cavallo del bianco · f7 pedone del nero · h7 alfiere del nero · e6 pedone del nero · f6 re del nero · a5 pedone del nero · c5 donna del bianco · e5 cavallo del bianco · g4 pedone del nero · h4 re del bianco · a3 torre del nero · c3 cavallo del nero · g3 pedone del nero · h3 cavallo del nero · d1 donna del nero | f8 alfiere del bianco · e7 cavallo del bianco · f7 pedone del nero · h7 alfiere del nero · e6 pedone del nero · f6 re del nero · a5 pedone del nero · c5 donna del bianco · e5 cavallo del bianco · g4 pedone del nero · h4 re del bianco · a3 torre del nero · c3 cavallo del nero · g3 pedone del nero · h3 cavallo del nero · d1 donna del nero | 4 |
| 3 | f8 alfiere del bianco · e7 cavallo del bianco · f7 pedone del nero · h7 alfiere del nero · e6 pedone del nero · f6 re del nero · a5 pedone del nero · c5 donna del bianco · e5 cavallo del bianco · g4 pedone del nero · h4 re del bianco · a3 torre del nero · c3 cavallo del nero · g3 pedone del nero · h3 cavallo del nero · d1 donna del nero | f8 alfiere del bianco · e7 cavallo del bianco · f7 pedone del nero · h7 alfiere del nero · e6 pedone del nero · f6 re del nero · a5 pedone del nero · c5 donna del bianco · e5 cavallo del bianco · g4 pedone del nero · h4 re del bianco · a3 torre del nero · c3 cavallo del nero · g3 pedone del nero · h3 cavallo del nero · d1 donna del nero | f8 alfiere del bianco · e7 cavallo del bianco · f7 pedone del nero · h7 alfiere del nero · e6 pedone del nero · f6 re del nero · a5 pedone del nero · c5 donna del bianco · e5 cavallo del bianco · g4 pedone del nero · h4 re del bianco · a3 torre del nero · c3 cavallo del nero · g3 pedone del nero · h3 cavallo del nero · d1 donna del nero | f8 alfiere del bianco · e7 cavallo del bianco · f7 pedone del nero · h7 alfiere del nero · e6 pedone del nero · f6 re del nero · a5 pedone del nero · c5 donna del bianco · e5 cavallo del bianco · g4 pedone del nero · h4 re del bianco · a3 torre del nero · c3 cavallo del nero · g3 pedone del nero · h3 cavallo del nero · d1 donna del nero | f8 alfiere del bianco · e7 cavallo del bianco · f7 pedone del nero · h7 alfiere del nero · e6 pedone del nero · f6 re del nero · a5 pedone del nero · c5 donna del bianco · e5 cavallo del bianco · g4 pedone del nero · h4 re del bianco · a3 torre del nero · c3 cavallo del nero · g3 pedone del nero · h3 cavallo del nero · d1 donna del nero | f8 alfiere del bianco · e7 cavallo del bianco · f7 pedone del nero · h7 alfiere del nero · e6 pedone del nero · f6 re del nero · a5 pedone del nero · c5 donna del bianco · e5 cavallo del bianco · g4 pedone del nero · h4 re del bianco · a3 torre del nero · c3 cavallo del nero · g3 pedone del nero · h3 cavallo del nero · d1 donna del nero | f8 alfiere del bianco · e7 cavallo del bianco · f7 pedone del nero · h7 alfiere del nero · e6 pedone del nero · f6 re del nero · a5 pedone del nero · c5 donna del bianco · e5 cavallo del bianco · g4 pedone del nero · h4 re del bianco · a3 torre del nero · c3 cavallo del nero · g3 pedone del nero · h3 cavallo del nero · d1 donna del nero | f8 alfiere del bianco · e7 cavallo del bianco · f7 pedone del nero · h7 alfiere del nero · e6 pedone del nero · f6 re del nero · a5 pedone del nero · c5 donna del bianco · e5 cavallo del bianco · g4 pedone del nero · h4 re del bianco · a3 torre del nero · c3 cavallo del nero · g3 pedone del nero · h3 cavallo del nero · d1 donna del nero | 3 |
| 2 | f8 alfiere del bianco · e7 cavallo del bianco · f7 pedone del nero · h7 alfiere del nero · e6 pedone del nero · f6 re del nero · a5 pedone del nero · c5 donna del bianco · e5 cavallo del bianco · g4 pedone del nero · h4 re del bianco · a3 torre del nero · c3 cavallo del nero · g3 pedone del nero · h3 cavallo del nero · d1 donna del nero | f8 alfiere del bianco · e7 cavallo del bianco · f7 pedone del nero · h7 alfiere del nero · e6 pedone del nero · f6 re del nero · a5 pedone del nero · c5 donna del bianco · e5 cavallo del bianco · g4 pedone del nero · h4 re del bianco · a3 torre del nero · c3 cavallo del nero · g3 pedone del nero · h3 cavallo del nero · d1 donna del nero | f8 alfiere del bianco · e7 cavallo del bianco · f7 pedone del nero · h7 alfiere del nero · e6 pedone del nero · f6 re del nero · a5 pedone del nero · c5 donna del bianco · e5 cavallo del bianco · g4 pedone del nero · h4 re del bianco · a3 torre del nero · c3 cavallo del nero · g3 pedone del nero · h3 cavallo del nero · d1 donna del nero | f8 alfiere del bianco · e7 cavallo del bianco · f7 pedone del nero · h7 alfiere del nero · e6 pedone del nero · f6 re del nero · a5 pedone del nero · c5 donna del bianco · e5 cavallo del bianco · g4 pedone del nero · h4 re del bianco · a3 torre del nero · c3 cavallo del nero · g3 pedone del nero · h3 cavallo del nero · d1 donna del nero | f8 alfiere del bianco · e7 cavallo del bianco · f7 pedone del nero · h7 alfiere del nero · e6 pedone del nero · f6 re del nero · a5 pedone del nero · c5 donna del bianco · e5 cavallo del bianco · g4 pedone del nero · h4 re del bianco · a3 torre del nero · c3 cavallo del nero · g3 pedone del nero · h3 cavallo del nero · d1 donna del nero | f8 alfiere del bianco · e7 cavallo del bianco · f7 pedone del nero · h7 alfiere del nero · e6 pedone del nero · f6 re del nero · a5 pedone del nero · c5 donna del bianco · e5 cavallo del bianco · g4 pedone del nero · h4 re del bianco · a3 torre del nero · c3 cavallo del nero · g3 pedone del nero · h3 cavallo del nero · d1 donna del nero | f8 alfiere del bianco · e7 cavallo del bianco · f7 pedone del nero · h7 alfiere del nero · e6 pedone del nero · f6 re del nero · a5 pedone del nero · c5 donna del bianco · e5 cavallo del bianco · g4 pedone del nero · h4 re del bianco · a3 torre del nero · c3 cavallo del nero · g3 pedone del nero · h3 cavallo del nero · d1 donna del nero | f8 alfiere del bianco · e7 cavallo del bianco · f7 pedone del nero · h7 alfiere del nero · e6 pedone del nero · f6 re del nero · a5 pedone del nero · c5 donna del bianco · e5 cavallo del bianco · g4 pedone del nero · h4 re del bianco · a3 torre del nero · c3 cavallo del nero · g3 pedone del nero · h3 cavallo del nero · d1 donna del nero | 2 |
| 1 | f8 alfiere del bianco · e7 cavallo del bianco · f7 pedone del nero · h7 alfiere del nero · e6 pedone del nero · f6 re del nero · a5 pedone del nero · c5 donna del bianco · e5 cavallo del bianco · g4 pedone del nero · h4 re del bianco · a3 torre del nero · c3 cavallo del nero · g3 pedone del nero · h3 cavallo del nero · d1 donna del nero | f8 alfiere del bianco · e7 cavallo del bianco · f7 pedone del nero · h7 alfiere del nero · e6 pedone del nero · f6 re del nero · a5 pedone del nero · c5 donna del bianco · e5 cavallo del bianco · g4 pedone del nero · h4 re del bianco · a3 torre del nero · c3 cavallo del nero · g3 pedone del nero · h3 cavallo del nero · d1 donna del nero | f8 alfiere del bianco · e7 cavallo del bianco · f7 pedone del nero · h7 alfiere del nero · e6 pedone del nero · f6 re del nero · a5 pedone del nero · c5 donna del bianco · e5 cavallo del bianco · g4 pedone del nero · h4 re del bianco · a3 torre del nero · c3 cavallo del nero · g3 pedone del nero · h3 cavallo del nero · d1 donna del nero | f8 alfiere del bianco · e7 cavallo del bianco · f7 pedone del nero · h7 alfiere del nero · e6 pedone del nero · f6 re del nero · a5 pedone del nero · c5 donna del bianco · e5 cavallo del bianco · g4 pedone del nero · h4 re del bianco · a3 torre del nero · c3 cavallo del nero · g3 pedone del nero · h3 cavallo del nero · d1 donna del nero | f8 alfiere del bianco · e7 cavallo del bianco · f7 pedone del nero · h7 alfiere del nero · e6 pedone del nero · f6 re del nero · a5 pedone del nero · c5 donna del bianco · e5 cavallo del bianco · g4 pedone del nero · h4 re del bianco · a3 torre del nero · c3 cavallo del nero · g3 pedone del nero · h3 cavallo del nero · d1 donna del nero | f8 alfiere del bianco · e7 cavallo del bianco · f7 pedone del nero · h7 alfiere del nero · e6 pedone del nero · f6 re del nero · a5 pedone del nero · c5 donna del bianco · e5 cavallo del bianco · g4 pedone del nero · h4 re del bianco · a3 torre del nero · c3 cavallo del nero · g3 pedone del nero · h3 cavallo del nero · d1 donna del nero | f8 alfiere del bianco · e7 cavallo del bianco · f7 pedone del nero · h7 alfiere del nero · e6 pedone del nero · f6 re del nero · a5 pedone del nero · c5 donna del bianco · e5 cavallo del bianco · g4 pedone del nero · h4 re del bianco · a3 torre del nero · c3 cavallo del nero · g3 pedone del nero · h3 cavallo del nero · d1 donna del nero | f8 alfiere del bianco · e7 cavallo del bianco · f7 pedone del nero · h7 alfiere del nero · e6 pedone del nero · f6 re del nero · a5 pedone del nero · c5 donna del bianco · e5 cavallo del bianco · g4 pedone del nero · h4 re del bianco · a3 torre del nero · c3 cavallo del nero · g3 pedone del nero · h3 cavallo del nero · d1 donna del nero | 1 |
|   | a | b | c | d | e | f | g | h |   |

Soluzione:
1. De3 !  (min. 2. Df3+! gxf3 3. Cg4#)
1... Dd4 2. Df4+ Cxf4 3. Cxg4#

 (2... Dxf4 3. Cd7#; 2... Af5 3. Cg8#)

1... Ta4 2. Dxc3 ... 3. Cxg4#/Cd7#

1... Ce4 2. Dd4 ... 3. Cxg4#/Cd7#

1... Cf4 2. Dxf4+ Af5 3. Cg8#

|   | a | b | c | d | e | f | g | h |   |
| 8 | a8 re del nero · a7 alfiere del nero · d7 cavallo del bianco · a6 torre del bianco · b6 pedone del bianco · d6 cavallo del bianco · a5 pedone del bianco · b5 cavallo del nero · e3 re del bianco · d2 pedone del bianco · e2 pedone del bianco · b1 torre del nero | a8 re del nero · a7 alfiere del nero · d7 cavallo del bianco · a6 torre del bianco · b6 pedone del bianco · d6 cavallo del bianco · a5 pedone del bianco · b5 cavallo del nero · e3 re del bianco · d2 pedone del bianco · e2 pedone del bianco · b1 torre del nero | a8 re del nero · a7 alfiere del nero · d7 cavallo del bianco · a6 torre del bianco · b6 pedone del bianco · d6 cavallo del bianco · a5 pedone del bianco · b5 cavallo del nero · e3 re del bianco · d2 pedone del bianco · e2 pedone del bianco · b1 torre del nero | a8 re del nero · a7 alfiere del nero · d7 cavallo del bianco · a6 torre del bianco · b6 pedone del bianco · d6 cavallo del bianco · a5 pedone del bianco · b5 cavallo del nero · e3 re del bianco · d2 pedone del bianco · e2 pedone del bianco · b1 torre del nero | a8 re del nero · a7 alfiere del nero · d7 cavallo del bianco · a6 torre del bianco · b6 pedone del bianco · d6 cavallo del bianco · a5 pedone del bianco · b5 cavallo del nero · e3 re del bianco · d2 pedone del bianco · e2 pedone del bianco · b1 torre del nero | a8 re del nero · a7 alfiere del nero · d7 cavallo del bianco · a6 torre del bianco · b6 pedone del bianco · d6 cavallo del bianco · a5 pedone del bianco · b5 cavallo del nero · e3 re del bianco · d2 pedone del bianco · e2 pedone del bianco · b1 torre del nero | a8 re del nero · a7 alfiere del nero · d7 cavallo del bianco · a6 torre del bianco · b6 pedone del bianco · d6 cavallo del bianco · a5 pedone del bianco · b5 cavallo del nero · e3 re del bianco · d2 pedone del bianco · e2 pedone del bianco · b1 torre del nero | a8 re del nero · a7 alfiere del nero · d7 cavallo del bianco · a6 torre del bianco · b6 pedone del bianco · d6 cavallo del bianco · a5 pedone del bianco · b5 cavallo del nero · e3 re del bianco · d2 pedone del bianco · e2 pedone del bianco · b1 torre del nero | 8 |
| 7 | a8 re del nero · a7 alfiere del nero · d7 cavallo del bianco · a6 torre del bianco · b6 pedone del bianco · d6 cavallo del bianco · a5 pedone del bianco · b5 cavallo del nero · e3 re del bianco · d2 pedone del bianco · e2 pedone del bianco · b1 torre del nero | a8 re del nero · a7 alfiere del nero · d7 cavallo del bianco · a6 torre del bianco · b6 pedone del bianco · d6 cavallo del bianco · a5 pedone del bianco · b5 cavallo del nero · e3 re del bianco · d2 pedone del bianco · e2 pedone del bianco · b1 torre del nero | a8 re del nero · a7 alfiere del nero · d7 cavallo del bianco · a6 torre del bianco · b6 pedone del bianco · d6 cavallo del bianco · a5 pedone del bianco · b5 cavallo del nero · e3 re del bianco · d2 pedone del bianco · e2 pedone del bianco · b1 torre del nero | a8 re del nero · a7 alfiere del nero · d7 cavallo del bianco · a6 torre del bianco · b6 pedone del bianco · d6 cavallo del bianco · a5 pedone del bianco · b5 cavallo del nero · e3 re del bianco · d2 pedone del bianco · e2 pedone del bianco · b1 torre del nero | a8 re del nero · a7 alfiere del nero · d7 cavallo del bianco · a6 torre del bianco · b6 pedone del bianco · d6 cavallo del bianco · a5 pedone del bianco · b5 cavallo del nero · e3 re del bianco · d2 pedone del bianco · e2 pedone del bianco · b1 torre del nero | a8 re del nero · a7 alfiere del nero · d7 cavallo del bianco · a6 torre del bianco · b6 pedone del bianco · d6 cavallo del bianco · a5 pedone del bianco · b5 cavallo del nero · e3 re del bianco · d2 pedone del bianco · e2 pedone del bianco · b1 torre del nero | a8 re del nero · a7 alfiere del nero · d7 cavallo del bianco · a6 torre del bianco · b6 pedone del bianco · d6 cavallo del bianco · a5 pedone del bianco · b5 cavallo del nero · e3 re del bianco · d2 pedone del bianco · e2 pedone del bianco · b1 torre del nero | a8 re del nero · a7 alfiere del nero · d7 cavallo del bianco · a6 torre del bianco · b6 pedone del bianco · d6 cavallo del bianco · a5 pedone del bianco · b5 cavallo del nero · e3 re del bianco · d2 pedone del bianco · e2 pedone del bianco · b1 torre del nero | 7 |
| 6 | a8 re del nero · a7 alfiere del nero · d7 cavallo del bianco · a6 torre del bianco · b6 pedone del bianco · d6 cavallo del bianco · a5 pedone del bianco · b5 cavallo del nero · e3 re del bianco · d2 pedone del bianco · e2 pedone del bianco · b1 torre del nero | a8 re del nero · a7 alfiere del nero · d7 cavallo del bianco · a6 torre del bianco · b6 pedone del bianco · d6 cavallo del bianco · a5 pedone del bianco · b5 cavallo del nero · e3 re del bianco · d2 pedone del bianco · e2 pedone del bianco · b1 torre del nero | a8 re del nero · a7 alfiere del nero · d7 cavallo del bianco · a6 torre del bianco · b6 pedone del bianco · d6 cavallo del bianco · a5 pedone del bianco · b5 cavallo del nero · e3 re del bianco · d2 pedone del bianco · e2 pedone del bianco · b1 torre del nero | a8 re del nero · a7 alfiere del nero · d7 cavallo del bianco · a6 torre del bianco · b6 pedone del bianco · d6 cavallo del bianco · a5 pedone del bianco · b5 cavallo del nero · e3 re del bianco · d2 pedone del bianco · e2 pedone del bianco · b1 torre del nero | a8 re del nero · a7 alfiere del nero · d7 cavallo del bianco · a6 torre del bianco · b6 pedone del bianco · d6 cavallo del bianco · a5 pedone del bianco · b5 cavallo del nero · e3 re del bianco · d2 pedone del bianco · e2 pedone del bianco · b1 torre del nero | a8 re del nero · a7 alfiere del nero · d7 cavallo del bianco · a6 torre del bianco · b6 pedone del bianco · d6 cavallo del bianco · a5 pedone del bianco · b5 cavallo del nero · e3 re del bianco · d2 pedone del bianco · e2 pedone del bianco · b1 torre del nero | a8 re del nero · a7 alfiere del nero · d7 cavallo del bianco · a6 torre del bianco · b6 pedone del bianco · d6 cavallo del bianco · a5 pedone del bianco · b5 cavallo del nero · e3 re del bianco · d2 pedone del bianco · e2 pedone del bianco · b1 torre del nero | a8 re del nero · a7 alfiere del nero · d7 cavallo del bianco · a6 torre del bianco · b6 pedone del bianco · d6 cavallo del bianco · a5 pedone del bianco · b5 cavallo del nero · e3 re del bianco · d2 pedone del bianco · e2 pedone del bianco · b1 torre del nero | 6 |
| 5 | a8 re del nero · a7 alfiere del nero · d7 cavallo del bianco · a6 torre del bianco · b6 pedone del bianco · d6 cavallo del bianco · a5 pedone del bianco · b5 cavallo del nero · e3 re del bianco · d2 pedone del bianco · e2 pedone del bianco · b1 torre del nero | a8 re del nero · a7 alfiere del nero · d7 cavallo del bianco · a6 torre del bianco · b6 pedone del bianco · d6 cavallo del bianco · a5 pedone del bianco · b5 cavallo del nero · e3 re del bianco · d2 pedone del bianco · e2 pedone del bianco · b1 torre del nero | a8 re del nero · a7 alfiere del nero · d7 cavallo del bianco · a6 torre del bianco · b6 pedone del bianco · d6 cavallo del bianco · a5 pedone del bianco · b5 cavallo del nero · e3 re del bianco · d2 pedone del bianco · e2 pedone del bianco · b1 torre del nero | a8 re del nero · a7 alfiere del nero · d7 cavallo del bianco · a6 torre del bianco · b6 pedone del bianco · d6 cavallo del bianco · a5 pedone del bianco · b5 cavallo del nero · e3 re del bianco · d2 pedone del bianco · e2 pedone del bianco · b1 torre del nero | a8 re del nero · a7 alfiere del nero · d7 cavallo del bianco · a6 torre del bianco · b6 pedone del bianco · d6 cavallo del bianco · a5 pedone del bianco · b5 cavallo del nero · e3 re del bianco · d2 pedone del bianco · e2 pedone del bianco · b1 torre del nero | a8 re del nero · a7 alfiere del nero · d7 cavallo del bianco · a6 torre del bianco · b6 pedone del bianco · d6 cavallo del bianco · a5 pedone del bianco · b5 cavallo del nero · e3 re del bianco · d2 pedone del bianco · e2 pedone del bianco · b1 torre del nero | a8 re del nero · a7 alfiere del nero · d7 cavallo del bianco · a6 torre del bianco · b6 pedone del bianco · d6 cavallo del bianco · a5 pedone del bianco · b5 cavallo del nero · e3 re del bianco · d2 pedone del bianco · e2 pedone del bianco · b1 torre del nero | a8 re del nero · a7 alfiere del nero · d7 cavallo del bianco · a6 torre del bianco · b6 pedone del bianco · d6 cavallo del bianco · a5 pedone del bianco · b5 cavallo del nero · e3 re del bianco · d2 pedone del bianco · e2 pedone del bianco · b1 torre del nero | 5 |
| 4 | a8 re del nero · a7 alfiere del nero · d7 cavallo del bianco · a6 torre del bianco · b6 pedone del bianco · d6 cavallo del bianco · a5 pedone del bianco · b5 cavallo del nero · e3 re del bianco · d2 pedone del bianco · e2 pedone del bianco · b1 torre del nero | a8 re del nero · a7 alfiere del nero · d7 cavallo del bianco · a6 torre del bianco · b6 pedone del bianco · d6 cavallo del bianco · a5 pedone del bianco · b5 cavallo del nero · e3 re del bianco · d2 pedone del bianco · e2 pedone del bianco · b1 torre del nero | a8 re del nero · a7 alfiere del nero · d7 cavallo del bianco · a6 torre del bianco · b6 pedone del bianco · d6 cavallo del bianco · a5 pedone del bianco · b5 cavallo del nero · e3 re del bianco · d2 pedone del bianco · e2 pedone del bianco · b1 torre del nero | a8 re del nero · a7 alfiere del nero · d7 cavallo del bianco · a6 torre del bianco · b6 pedone del bianco · d6 cavallo del bianco · a5 pedone del bianco · b5 cavallo del nero · e3 re del bianco · d2 pedone del bianco · e2 pedone del bianco · b1 torre del nero | a8 re del nero · a7 alfiere del nero · d7 cavallo del bianco · a6 torre del bianco · b6 pedone del bianco · d6 cavallo del bianco · a5 pedone del bianco · b5 cavallo del nero · e3 re del bianco · d2 pedone del bianco · e2 pedone del bianco · b1 torre del nero | a8 re del nero · a7 alfiere del nero · d7 cavallo del bianco · a6 torre del bianco · b6 pedone del bianco · d6 cavallo del bianco · a5 pedone del bianco · b5 cavallo del nero · e3 re del bianco · d2 pedone del bianco · e2 pedone del bianco · b1 torre del nero | a8 re del nero · a7 alfiere del nero · d7 cavallo del bianco · a6 torre del bianco · b6 pedone del bianco · d6 cavallo del bianco · a5 pedone del bianco · b5 cavallo del nero · e3 re del bianco · d2 pedone del bianco · e2 pedone del bianco · b1 torre del nero | a8 re del nero · a7 alfiere del nero · d7 cavallo del bianco · a6 torre del bianco · b6 pedone del bianco · d6 cavallo del bianco · a5 pedone del bianco · b5 cavallo del nero · e3 re del bianco · d2 pedone del bianco · e2 pedone del bianco · b1 torre del nero | 4 |
| 3 | a8 re del nero · a7 alfiere del nero · d7 cavallo del bianco · a6 torre del bianco · b6 pedone del bianco · d6 cavallo del bianco · a5 pedone del bianco · b5 cavallo del nero · e3 re del bianco · d2 pedone del bianco · e2 pedone del bianco · b1 torre del nero | a8 re del nero · a7 alfiere del nero · d7 cavallo del bianco · a6 torre del bianco · b6 pedone del bianco · d6 cavallo del bianco · a5 pedone del bianco · b5 cavallo del nero · e3 re del bianco · d2 pedone del bianco · e2 pedone del bianco · b1 torre del nero | a8 re del nero · a7 alfiere del nero · d7 cavallo del bianco · a6 torre del bianco · b6 pedone del bianco · d6 cavallo del bianco · a5 pedone del bianco · b5 cavallo del nero · e3 re del bianco · d2 pedone del bianco · e2 pedone del bianco · b1 torre del nero | a8 re del nero · a7 alfiere del nero · d7 cavallo del bianco · a6 torre del bianco · b6 pedone del bianco · d6 cavallo del bianco · a5 pedone del bianco · b5 cavallo del nero · e3 re del bianco · d2 pedone del bianco · e2 pedone del bianco · b1 torre del nero | a8 re del nero · a7 alfiere del nero · d7 cavallo del bianco · a6 torre del bianco · b6 pedone del bianco · d6 cavallo del bianco · a5 pedone del bianco · b5 cavallo del nero · e3 re del bianco · d2 pedone del bianco · e2 pedone del bianco · b1 torre del nero | a8 re del nero · a7 alfiere del nero · d7 cavallo del bianco · a6 torre del bianco · b6 pedone del bianco · d6 cavallo del bianco · a5 pedone del bianco · b5 cavallo del nero · e3 re del bianco · d2 pedone del bianco · e2 pedone del bianco · b1 torre del nero | a8 re del nero · a7 alfiere del nero · d7 cavallo del bianco · a6 torre del bianco · b6 pedone del bianco · d6 cavallo del bianco · a5 pedone del bianco · b5 cavallo del nero · e3 re del bianco · d2 pedone del bianco · e2 pedone del bianco · b1 torre del nero | a8 re del nero · a7 alfiere del nero · d7 cavallo del bianco · a6 torre del bianco · b6 pedone del bianco · d6 cavallo del bianco · a5 pedone del bianco · b5 cavallo del nero · e3 re del bianco · d2 pedone del bianco · e2 pedone del bianco · b1 torre del nero | 3 |
| 2 | a8 re del nero · a7 alfiere del nero · d7 cavallo del bianco · a6 torre del bianco · b6 pedone del bianco · d6 cavallo del bianco · a5 pedone del bianco · b5 cavallo del nero · e3 re del bianco · d2 pedone del bianco · e2 pedone del bianco · b1 torre del nero | a8 re del nero · a7 alfiere del nero · d7 cavallo del bianco · a6 torre del bianco · b6 pedone del bianco · d6 cavallo del bianco · a5 pedone del bianco · b5 cavallo del nero · e3 re del bianco · d2 pedone del bianco · e2 pedone del bianco · b1 torre del nero | a8 re del nero · a7 alfiere del nero · d7 cavallo del bianco · a6 torre del bianco · b6 pedone del bianco · d6 cavallo del bianco · a5 pedone del bianco · b5 cavallo del nero · e3 re del bianco · d2 pedone del bianco · e2 pedone del bianco · b1 torre del nero | a8 re del nero · a7 alfiere del nero · d7 cavallo del bianco · a6 torre del bianco · b6 pedone del bianco · d6 cavallo del bianco · a5 pedone del bianco · b5 cavallo del nero · e3 re del bianco · d2 pedone del bianco · e2 pedone del bianco · b1 torre del nero | a8 re del nero · a7 alfiere del nero · d7 cavallo del bianco · a6 torre del bianco · b6 pedone del bianco · d6 cavallo del bianco · a5 pedone del bianco · b5 cavallo del nero · e3 re del bianco · d2 pedone del bianco · e2 pedone del bianco · b1 torre del nero | a8 re del nero · a7 alfiere del nero · d7 cavallo del bianco · a6 torre del bianco · b6 pedone del bianco · d6 cavallo del bianco · a5 pedone del bianco · b5 cavallo del nero · e3 re del bianco · d2 pedone del bianco · e2 pedone del bianco · b1 torre del nero | a8 re del nero · a7 alfiere del nero · d7 cavallo del bianco · a6 torre del bianco · b6 pedone del bianco · d6 cavallo del bianco · a5 pedone del bianco · b5 cavallo del nero · e3 re del bianco · d2 pedone del bianco · e2 pedone del bianco · b1 torre del nero | a8 re del nero · a7 alfiere del nero · d7 cavallo del bianco · a6 torre del bianco · b6 pedone del bianco · d6 cavallo del bianco · a5 pedone del bianco · b5 cavallo del nero · e3 re del bianco · d2 pedone del bianco · e2 pedone del bianco · b1 torre del nero | 2 |
| 1 | a8 re del nero · a7 alfiere del nero · d7 cavallo del bianco · a6 torre del bianco · b6 pedone del bianco · d6 cavallo del bianco · a5 pedone del bianco · b5 cavallo del nero · e3 re del bianco · d2 pedone del bianco · e2 pedone del bianco · b1 torre del nero | a8 re del nero · a7 alfiere del nero · d7 cavallo del bianco · a6 torre del bianco · b6 pedone del bianco · d6 cavallo del bianco · a5 pedone del bianco · b5 cavallo del nero · e3 re del bianco · d2 pedone del bianco · e2 pedone del bianco · b1 torre del nero | a8 re del nero · a7 alfiere del nero · d7 cavallo del bianco · a6 torre del bianco · b6 pedone del bianco · d6 cavallo del bianco · a5 pedone del bianco · b5 cavallo del nero · e3 re del bianco · d2 pedone del bianco · e2 pedone del bianco · b1 torre del nero | a8 re del nero · a7 alfiere del nero · d7 cavallo del bianco · a6 torre del bianco · b6 pedone del bianco · d6 cavallo del bianco · a5 pedone del bianco · b5 cavallo del nero · e3 re del bianco · d2 pedone del bianco · e2 pedone del bianco · b1 torre del nero | a8 re del nero · a7 alfiere del nero · d7 cavallo del bianco · a6 torre del bianco · b6 pedone del bianco · d6 cavallo del bianco · a5 pedone del bianco · b5 cavallo del nero · e3 re del bianco · d2 pedone del bianco · e2 pedone del bianco · b1 torre del nero | a8 re del nero · a7 alfiere del nero · d7 cavallo del bianco · a6 torre del bianco · b6 pedone del bianco · d6 cavallo del bianco · a5 pedone del bianco · b5 cavallo del nero · e3 re del bianco · d2 pedone del bianco · e2 pedone del bianco · b1 torre del nero | a8 re del nero · a7 alfiere del nero · d7 cavallo del bianco · a6 torre del bianco · b6 pedone del bianco · d6 cavallo del bianco · a5 pedone del bianco · b5 cavallo del nero · e3 re del bianco · d2 pedone del bianco · e2 pedone del bianco · b1 torre del nero | a8 re del nero · a7 alfiere del nero · d7 cavallo del bianco · a6 torre del bianco · b6 pedone del bianco · d6 cavallo del bianco · a5 pedone del bianco · b5 cavallo del nero · e3 re del bianco · d2 pedone del bianco · e2 pedone del bianco · b1 torre del nero | 1 |
|   | a | b | c | d | e | f | g | h |   |

Soluzione:
1. Rf2!  (zugzwang)
1... Tb4 2.  d4 ...  3. b7#

 (2... Ca3/c3/xd4/xd6  3. Txa7#)

1... Ta1/c1/d1/g1/h1  2. Txa7+ Cxa7  3. b7#

1... Tb3  2. e3 ...  3. b7#

1... Tb2  2. Rg2! ...  3. b7#

|   | a | b | c | d | e | f | g | h |   |
| 8 | a8 torre del nero · b8 cavallo del nero · e8 torre del bianco · a7 alfiere del nero · a6 pedone del nero · c6 pedone del nero · f6 cavallo del bianco · a5 donna del nero · c4 alfiere del bianco · g4 cavallo del bianco · h4 pedone del bianco · f3 re del nero · g3 pedone del bianco · h3 re del bianco · a1 cavallo del nero · d1 alfiere del nero | a8 torre del nero · b8 cavallo del nero · e8 torre del bianco · a7 alfiere del nero · a6 pedone del nero · c6 pedone del nero · f6 cavallo del bianco · a5 donna del nero · c4 alfiere del bianco · g4 cavallo del bianco · h4 pedone del bianco · f3 re del nero · g3 pedone del bianco · h3 re del bianco · a1 cavallo del nero · d1 alfiere del nero | a8 torre del nero · b8 cavallo del nero · e8 torre del bianco · a7 alfiere del nero · a6 pedone del nero · c6 pedone del nero · f6 cavallo del bianco · a5 donna del nero · c4 alfiere del bianco · g4 cavallo del bianco · h4 pedone del bianco · f3 re del nero · g3 pedone del bianco · h3 re del bianco · a1 cavallo del nero · d1 alfiere del nero | a8 torre del nero · b8 cavallo del nero · e8 torre del bianco · a7 alfiere del nero · a6 pedone del nero · c6 pedone del nero · f6 cavallo del bianco · a5 donna del nero · c4 alfiere del bianco · g4 cavallo del bianco · h4 pedone del bianco · f3 re del nero · g3 pedone del bianco · h3 re del bianco · a1 cavallo del nero · d1 alfiere del nero | a8 torre del nero · b8 cavallo del nero · e8 torre del bianco · a7 alfiere del nero · a6 pedone del nero · c6 pedone del nero · f6 cavallo del bianco · a5 donna del nero · c4 alfiere del bianco · g4 cavallo del bianco · h4 pedone del bianco · f3 re del nero · g3 pedone del bianco · h3 re del bianco · a1 cavallo del nero · d1 alfiere del nero | a8 torre del nero · b8 cavallo del nero · e8 torre del bianco · a7 alfiere del nero · a6 pedone del nero · c6 pedone del nero · f6 cavallo del bianco · a5 donna del nero · c4 alfiere del bianco · g4 cavallo del bianco · h4 pedone del bianco · f3 re del nero · g3 pedone del bianco · h3 re del bianco · a1 cavallo del nero · d1 alfiere del nero | a8 torre del nero · b8 cavallo del nero · e8 torre del bianco · a7 alfiere del nero · a6 pedone del nero · c6 pedone del nero · f6 cavallo del bianco · a5 donna del nero · c4 alfiere del bianco · g4 cavallo del bianco · h4 pedone del bianco · f3 re del nero · g3 pedone del bianco · h3 re del bianco · a1 cavallo del nero · d1 alfiere del nero | a8 torre del nero · b8 cavallo del nero · e8 torre del bianco · a7 alfiere del nero · a6 pedone del nero · c6 pedone del nero · f6 cavallo del bianco · a5 donna del nero · c4 alfiere del bianco · g4 cavallo del bianco · h4 pedone del bianco · f3 re del nero · g3 pedone del bianco · h3 re del bianco · a1 cavallo del nero · d1 alfiere del nero | 8 |
| 7 | a8 torre del nero · b8 cavallo del nero · e8 torre del bianco · a7 alfiere del nero · a6 pedone del nero · c6 pedone del nero · f6 cavallo del bianco · a5 donna del nero · c4 alfiere del bianco · g4 cavallo del bianco · h4 pedone del bianco · f3 re del nero · g3 pedone del bianco · h3 re del bianco · a1 cavallo del nero · d1 alfiere del nero | a8 torre del nero · b8 cavallo del nero · e8 torre del bianco · a7 alfiere del nero · a6 pedone del nero · c6 pedone del nero · f6 cavallo del bianco · a5 donna del nero · c4 alfiere del bianco · g4 cavallo del bianco · h4 pedone del bianco · f3 re del nero · g3 pedone del bianco · h3 re del bianco · a1 cavallo del nero · d1 alfiere del nero | a8 torre del nero · b8 cavallo del nero · e8 torre del bianco · a7 alfiere del nero · a6 pedone del nero · c6 pedone del nero · f6 cavallo del bianco · a5 donna del nero · c4 alfiere del bianco · g4 cavallo del bianco · h4 pedone del bianco · f3 re del nero · g3 pedone del bianco · h3 re del bianco · a1 cavallo del nero · d1 alfiere del nero | a8 torre del nero · b8 cavallo del nero · e8 torre del bianco · a7 alfiere del nero · a6 pedone del nero · c6 pedone del nero · f6 cavallo del bianco · a5 donna del nero · c4 alfiere del bianco · g4 cavallo del bianco · h4 pedone del bianco · f3 re del nero · g3 pedone del bianco · h3 re del bianco · a1 cavallo del nero · d1 alfiere del nero | a8 torre del nero · b8 cavallo del nero · e8 torre del bianco · a7 alfiere del nero · a6 pedone del nero · c6 pedone del nero · f6 cavallo del bianco · a5 donna del nero · c4 alfiere del bianco · g4 cavallo del bianco · h4 pedone del bianco · f3 re del nero · g3 pedone del bianco · h3 re del bianco · a1 cavallo del nero · d1 alfiere del nero | a8 torre del nero · b8 cavallo del nero · e8 torre del bianco · a7 alfiere del nero · a6 pedone del nero · c6 pedone del nero · f6 cavallo del bianco · a5 donna del nero · c4 alfiere del bianco · g4 cavallo del bianco · h4 pedone del bianco · f3 re del nero · g3 pedone del bianco · h3 re del bianco · a1 cavallo del nero · d1 alfiere del nero | a8 torre del nero · b8 cavallo del nero · e8 torre del bianco · a7 alfiere del nero · a6 pedone del nero · c6 pedone del nero · f6 cavallo del bianco · a5 donna del nero · c4 alfiere del bianco · g4 cavallo del bianco · h4 pedone del bianco · f3 re del nero · g3 pedone del bianco · h3 re del bianco · a1 cavallo del nero · d1 alfiere del nero | a8 torre del nero · b8 cavallo del nero · e8 torre del bianco · a7 alfiere del nero · a6 pedone del nero · c6 pedone del nero · f6 cavallo del bianco · a5 donna del nero · c4 alfiere del bianco · g4 cavallo del bianco · h4 pedone del bianco · f3 re del nero · g3 pedone del bianco · h3 re del bianco · a1 cavallo del nero · d1 alfiere del nero | 7 |
| 6 | a8 torre del nero · b8 cavallo del nero · e8 torre del bianco · a7 alfiere del nero · a6 pedone del nero · c6 pedone del nero · f6 cavallo del bianco · a5 donna del nero · c4 alfiere del bianco · g4 cavallo del bianco · h4 pedone del bianco · f3 re del nero · g3 pedone del bianco · h3 re del bianco · a1 cavallo del nero · d1 alfiere del nero | a8 torre del nero · b8 cavallo del nero · e8 torre del bianco · a7 alfiere del nero · a6 pedone del nero · c6 pedone del nero · f6 cavallo del bianco · a5 donna del nero · c4 alfiere del bianco · g4 cavallo del bianco · h4 pedone del bianco · f3 re del nero · g3 pedone del bianco · h3 re del bianco · a1 cavallo del nero · d1 alfiere del nero | a8 torre del nero · b8 cavallo del nero · e8 torre del bianco · a7 alfiere del nero · a6 pedone del nero · c6 pedone del nero · f6 cavallo del bianco · a5 donna del nero · c4 alfiere del bianco · g4 cavallo del bianco · h4 pedone del bianco · f3 re del nero · g3 pedone del bianco · h3 re del bianco · a1 cavallo del nero · d1 alfiere del nero | a8 torre del nero · b8 cavallo del nero · e8 torre del bianco · a7 alfiere del nero · a6 pedone del nero · c6 pedone del nero · f6 cavallo del bianco · a5 donna del nero · c4 alfiere del bianco · g4 cavallo del bianco · h4 pedone del bianco · f3 re del nero · g3 pedone del bianco · h3 re del bianco · a1 cavallo del nero · d1 alfiere del nero | a8 torre del nero · b8 cavallo del nero · e8 torre del bianco · a7 alfiere del nero · a6 pedone del nero · c6 pedone del nero · f6 cavallo del bianco · a5 donna del nero · c4 alfiere del bianco · g4 cavallo del bianco · h4 pedone del bianco · f3 re del nero · g3 pedone del bianco · h3 re del bianco · a1 cavallo del nero · d1 alfiere del nero | a8 torre del nero · b8 cavallo del nero · e8 torre del bianco · a7 alfiere del nero · a6 pedone del nero · c6 pedone del nero · f6 cavallo del bianco · a5 donna del nero · c4 alfiere del bianco · g4 cavallo del bianco · h4 pedone del bianco · f3 re del nero · g3 pedone del bianco · h3 re del bianco · a1 cavallo del nero · d1 alfiere del nero | a8 torre del nero · b8 cavallo del nero · e8 torre del bianco · a7 alfiere del nero · a6 pedone del nero · c6 pedone del nero · f6 cavallo del bianco · a5 donna del nero · c4 alfiere del bianco · g4 cavallo del bianco · h4 pedone del bianco · f3 re del nero · g3 pedone del bianco · h3 re del bianco · a1 cavallo del nero · d1 alfiere del nero | a8 torre del nero · b8 cavallo del nero · e8 torre del bianco · a7 alfiere del nero · a6 pedone del nero · c6 pedone del nero · f6 cavallo del bianco · a5 donna del nero · c4 alfiere del bianco · g4 cavallo del bianco · h4 pedone del bianco · f3 re del nero · g3 pedone del bianco · h3 re del bianco · a1 cavallo del nero · d1 alfiere del nero | 6 |
| 5 | a8 torre del nero · b8 cavallo del nero · e8 torre del bianco · a7 alfiere del nero · a6 pedone del nero · c6 pedone del nero · f6 cavallo del bianco · a5 donna del nero · c4 alfiere del bianco · g4 cavallo del bianco · h4 pedone del bianco · f3 re del nero · g3 pedone del bianco · h3 re del bianco · a1 cavallo del nero · d1 alfiere del nero | a8 torre del nero · b8 cavallo del nero · e8 torre del bianco · a7 alfiere del nero · a6 pedone del nero · c6 pedone del nero · f6 cavallo del bianco · a5 donna del nero · c4 alfiere del bianco · g4 cavallo del bianco · h4 pedone del bianco · f3 re del nero · g3 pedone del bianco · h3 re del bianco · a1 cavallo del nero · d1 alfiere del nero | a8 torre del nero · b8 cavallo del nero · e8 torre del bianco · a7 alfiere del nero · a6 pedone del nero · c6 pedone del nero · f6 cavallo del bianco · a5 donna del nero · c4 alfiere del bianco · g4 cavallo del bianco · h4 pedone del bianco · f3 re del nero · g3 pedone del bianco · h3 re del bianco · a1 cavallo del nero · d1 alfiere del nero | a8 torre del nero · b8 cavallo del nero · e8 torre del bianco · a7 alfiere del nero · a6 pedone del nero · c6 pedone del nero · f6 cavallo del bianco · a5 donna del nero · c4 alfiere del bianco · g4 cavallo del bianco · h4 pedone del bianco · f3 re del nero · g3 pedone del bianco · h3 re del bianco · a1 cavallo del nero · d1 alfiere del nero | a8 torre del nero · b8 cavallo del nero · e8 torre del bianco · a7 alfiere del nero · a6 pedone del nero · c6 pedone del nero · f6 cavallo del bianco · a5 donna del nero · c4 alfiere del bianco · g4 cavallo del bianco · h4 pedone del bianco · f3 re del nero · g3 pedone del bianco · h3 re del bianco · a1 cavallo del nero · d1 alfiere del nero | a8 torre del nero · b8 cavallo del nero · e8 torre del bianco · a7 alfiere del nero · a6 pedone del nero · c6 pedone del nero · f6 cavallo del bianco · a5 donna del nero · c4 alfiere del bianco · g4 cavallo del bianco · h4 pedone del bianco · f3 re del nero · g3 pedone del bianco · h3 re del bianco · a1 cavallo del nero · d1 alfiere del nero | a8 torre del nero · b8 cavallo del nero · e8 torre del bianco · a7 alfiere del nero · a6 pedone del nero · c6 pedone del nero · f6 cavallo del bianco · a5 donna del nero · c4 alfiere del bianco · g4 cavallo del bianco · h4 pedone del bianco · f3 re del nero · g3 pedone del bianco · h3 re del bianco · a1 cavallo del nero · d1 alfiere del nero | a8 torre del nero · b8 cavallo del nero · e8 torre del bianco · a7 alfiere del nero · a6 pedone del nero · c6 pedone del nero · f6 cavallo del bianco · a5 donna del nero · c4 alfiere del bianco · g4 cavallo del bianco · h4 pedone del bianco · f3 re del nero · g3 pedone del bianco · h3 re del bianco · a1 cavallo del nero · d1 alfiere del nero | 5 |
| 4 | a8 torre del nero · b8 cavallo del nero · e8 torre del bianco · a7 alfiere del nero · a6 pedone del nero · c6 pedone del nero · f6 cavallo del bianco · a5 donna del nero · c4 alfiere del bianco · g4 cavallo del bianco · h4 pedone del bianco · f3 re del nero · g3 pedone del bianco · h3 re del bianco · a1 cavallo del nero · d1 alfiere del nero | a8 torre del nero · b8 cavallo del nero · e8 torre del bianco · a7 alfiere del nero · a6 pedone del nero · c6 pedone del nero · f6 cavallo del bianco · a5 donna del nero · c4 alfiere del bianco · g4 cavallo del bianco · h4 pedone del bianco · f3 re del nero · g3 pedone del bianco · h3 re del bianco · a1 cavallo del nero · d1 alfiere del nero | a8 torre del nero · b8 cavallo del nero · e8 torre del bianco · a7 alfiere del nero · a6 pedone del nero · c6 pedone del nero · f6 cavallo del bianco · a5 donna del nero · c4 alfiere del bianco · g4 cavallo del bianco · h4 pedone del bianco · f3 re del nero · g3 pedone del bianco · h3 re del bianco · a1 cavallo del nero · d1 alfiere del nero | a8 torre del nero · b8 cavallo del nero · e8 torre del bianco · a7 alfiere del nero · a6 pedone del nero · c6 pedone del nero · f6 cavallo del bianco · a5 donna del nero · c4 alfiere del bianco · g4 cavallo del bianco · h4 pedone del bianco · f3 re del nero · g3 pedone del bianco · h3 re del bianco · a1 cavallo del nero · d1 alfiere del nero | a8 torre del nero · b8 cavallo del nero · e8 torre del bianco · a7 alfiere del nero · a6 pedone del nero · c6 pedone del nero · f6 cavallo del bianco · a5 donna del nero · c4 alfiere del bianco · g4 cavallo del bianco · h4 pedone del bianco · f3 re del nero · g3 pedone del bianco · h3 re del bianco · a1 cavallo del nero · d1 alfiere del nero | a8 torre del nero · b8 cavallo del nero · e8 torre del bianco · a7 alfiere del nero · a6 pedone del nero · c6 pedone del nero · f6 cavallo del bianco · a5 donna del nero · c4 alfiere del bianco · g4 cavallo del bianco · h4 pedone del bianco · f3 re del nero · g3 pedone del bianco · h3 re del bianco · a1 cavallo del nero · d1 alfiere del nero | a8 torre del nero · b8 cavallo del nero · e8 torre del bianco · a7 alfiere del nero · a6 pedone del nero · c6 pedone del nero · f6 cavallo del bianco · a5 donna del nero · c4 alfiere del bianco · g4 cavallo del bianco · h4 pedone del bianco · f3 re del nero · g3 pedone del bianco · h3 re del bianco · a1 cavallo del nero · d1 alfiere del nero | a8 torre del nero · b8 cavallo del nero · e8 torre del bianco · a7 alfiere del nero · a6 pedone del nero · c6 pedone del nero · f6 cavallo del bianco · a5 donna del nero · c4 alfiere del bianco · g4 cavallo del bianco · h4 pedone del bianco · f3 re del nero · g3 pedone del bianco · h3 re del bianco · a1 cavallo del nero · d1 alfiere del nero | 4 |
| 3 | a8 torre del nero · b8 cavallo del nero · e8 torre del bianco · a7 alfiere del nero · a6 pedone del nero · c6 pedone del nero · f6 cavallo del bianco · a5 donna del nero · c4 alfiere del bianco · g4 cavallo del bianco · h4 pedone del bianco · f3 re del nero · g3 pedone del bianco · h3 re del bianco · a1 cavallo del nero · d1 alfiere del nero | a8 torre del nero · b8 cavallo del nero · e8 torre del bianco · a7 alfiere del nero · a6 pedone del nero · c6 pedone del nero · f6 cavallo del bianco · a5 donna del nero · c4 alfiere del bianco · g4 cavallo del bianco · h4 pedone del bianco · f3 re del nero · g3 pedone del bianco · h3 re del bianco · a1 cavallo del nero · d1 alfiere del nero | a8 torre del nero · b8 cavallo del nero · e8 torre del bianco · a7 alfiere del nero · a6 pedone del nero · c6 pedone del nero · f6 cavallo del bianco · a5 donna del nero · c4 alfiere del bianco · g4 cavallo del bianco · h4 pedone del bianco · f3 re del nero · g3 pedone del bianco · h3 re del bianco · a1 cavallo del nero · d1 alfiere del nero | a8 torre del nero · b8 cavallo del nero · e8 torre del bianco · a7 alfiere del nero · a6 pedone del nero · c6 pedone del nero · f6 cavallo del bianco · a5 donna del nero · c4 alfiere del bianco · g4 cavallo del bianco · h4 pedone del bianco · f3 re del nero · g3 pedone del bianco · h3 re del bianco · a1 cavallo del nero · d1 alfiere del nero | a8 torre del nero · b8 cavallo del nero · e8 torre del bianco · a7 alfiere del nero · a6 pedone del nero · c6 pedone del nero · f6 cavallo del bianco · a5 donna del nero · c4 alfiere del bianco · g4 cavallo del bianco · h4 pedone del bianco · f3 re del nero · g3 pedone del bianco · h3 re del bianco · a1 cavallo del nero · d1 alfiere del nero | a8 torre del nero · b8 cavallo del nero · e8 torre del bianco · a7 alfiere del nero · a6 pedone del nero · c6 pedone del nero · f6 cavallo del bianco · a5 donna del nero · c4 alfiere del bianco · g4 cavallo del bianco · h4 pedone del bianco · f3 re del nero · g3 pedone del bianco · h3 re del bianco · a1 cavallo del nero · d1 alfiere del nero | a8 torre del nero · b8 cavallo del nero · e8 torre del bianco · a7 alfiere del nero · a6 pedone del nero · c6 pedone del nero · f6 cavallo del bianco · a5 donna del nero · c4 alfiere del bianco · g4 cavallo del bianco · h4 pedone del bianco · f3 re del nero · g3 pedone del bianco · h3 re del bianco · a1 cavallo del nero · d1 alfiere del nero | a8 torre del nero · b8 cavallo del nero · e8 torre del bianco · a7 alfiere del nero · a6 pedone del nero · c6 pedone del nero · f6 cavallo del bianco · a5 donna del nero · c4 alfiere del bianco · g4 cavallo del bianco · h4 pedone del bianco · f3 re del nero · g3 pedone del bianco · h3 re del bianco · a1 cavallo del nero · d1 alfiere del nero | 3 |
| 2 | a8 torre del nero · b8 cavallo del nero · e8 torre del bianco · a7 alfiere del nero · a6 pedone del nero · c6 pedone del nero · f6 cavallo del bianco · a5 donna del nero · c4 alfiere del bianco · g4 cavallo del bianco · h4 pedone del bianco · f3 re del nero · g3 pedone del bianco · h3 re del bianco · a1 cavallo del nero · d1 alfiere del nero | a8 torre del nero · b8 cavallo del nero · e8 torre del bianco · a7 alfiere del nero · a6 pedone del nero · c6 pedone del nero · f6 cavallo del bianco · a5 donna del nero · c4 alfiere del bianco · g4 cavallo del bianco · h4 pedone del bianco · f3 re del nero · g3 pedone del bianco · h3 re del bianco · a1 cavallo del nero · d1 alfiere del nero | a8 torre del nero · b8 cavallo del nero · e8 torre del bianco · a7 alfiere del nero · a6 pedone del nero · c6 pedone del nero · f6 cavallo del bianco · a5 donna del nero · c4 alfiere del bianco · g4 cavallo del bianco · h4 pedone del bianco · f3 re del nero · g3 pedone del bianco · h3 re del bianco · a1 cavallo del nero · d1 alfiere del nero | a8 torre del nero · b8 cavallo del nero · e8 torre del bianco · a7 alfiere del nero · a6 pedone del nero · c6 pedone del nero · f6 cavallo del bianco · a5 donna del nero · c4 alfiere del bianco · g4 cavallo del bianco · h4 pedone del bianco · f3 re del nero · g3 pedone del bianco · h3 re del bianco · a1 cavallo del nero · d1 alfiere del nero | a8 torre del nero · b8 cavallo del nero · e8 torre del bianco · a7 alfiere del nero · a6 pedone del nero · c6 pedone del nero · f6 cavallo del bianco · a5 donna del nero · c4 alfiere del bianco · g4 cavallo del bianco · h4 pedone del bianco · f3 re del nero · g3 pedone del bianco · h3 re del bianco · a1 cavallo del nero · d1 alfiere del nero | a8 torre del nero · b8 cavallo del nero · e8 torre del bianco · a7 alfiere del nero · a6 pedone del nero · c6 pedone del nero · f6 cavallo del bianco · a5 donna del nero · c4 alfiere del bianco · g4 cavallo del bianco · h4 pedone del bianco · f3 re del nero · g3 pedone del bianco · h3 re del bianco · a1 cavallo del nero · d1 alfiere del nero | a8 torre del nero · b8 cavallo del nero · e8 torre del bianco · a7 alfiere del nero · a6 pedone del nero · c6 pedone del nero · f6 cavallo del bianco · a5 donna del nero · c4 alfiere del bianco · g4 cavallo del bianco · h4 pedone del bianco · f3 re del nero · g3 pedone del bianco · h3 re del bianco · a1 cavallo del nero · d1 alfiere del nero | a8 torre del nero · b8 cavallo del nero · e8 torre del bianco · a7 alfiere del nero · a6 pedone del nero · c6 pedone del nero · f6 cavallo del bianco · a5 donna del nero · c4 alfiere del bianco · g4 cavallo del bianco · h4 pedone del bianco · f3 re del nero · g3 pedone del bianco · h3 re del bianco · a1 cavallo del nero · d1 alfiere del nero | 2 |
| 1 | a8 torre del nero · b8 cavallo del nero · e8 torre del bianco · a7 alfiere del nero · a6 pedone del nero · c6 pedone del nero · f6 cavallo del bianco · a5 donna del nero · c4 alfiere del bianco · g4 cavallo del bianco · h4 pedone del bianco · f3 re del nero · g3 pedone del bianco · h3 re del bianco · a1 cavallo del nero · d1 alfiere del nero | a8 torre del nero · b8 cavallo del nero · e8 torre del bianco · a7 alfiere del nero · a6 pedone del nero · c6 pedone del nero · f6 cavallo del bianco · a5 donna del nero · c4 alfiere del bianco · g4 cavallo del bianco · h4 pedone del bianco · f3 re del nero · g3 pedone del bianco · h3 re del bianco · a1 cavallo del nero · d1 alfiere del nero | a8 torre del nero · b8 cavallo del nero · e8 torre del bianco · a7 alfiere del nero · a6 pedone del nero · c6 pedone del nero · f6 cavallo del bianco · a5 donna del nero · c4 alfiere del bianco · g4 cavallo del bianco · h4 pedone del bianco · f3 re del nero · g3 pedone del bianco · h3 re del bianco · a1 cavallo del nero · d1 alfiere del nero | a8 torre del nero · b8 cavallo del nero · e8 torre del bianco · a7 alfiere del nero · a6 pedone del nero · c6 pedone del nero · f6 cavallo del bianco · a5 donna del nero · c4 alfiere del bianco · g4 cavallo del bianco · h4 pedone del bianco · f3 re del nero · g3 pedone del bianco · h3 re del bianco · a1 cavallo del nero · d1 alfiere del nero | a8 torre del nero · b8 cavallo del nero · e8 torre del bianco · a7 alfiere del nero · a6 pedone del nero · c6 pedone del nero · f6 cavallo del bianco · a5 donna del nero · c4 alfiere del bianco · g4 cavallo del bianco · h4 pedone del bianco · f3 re del nero · g3 pedone del bianco · h3 re del bianco · a1 cavallo del nero · d1 alfiere del nero | a8 torre del nero · b8 cavallo del nero · e8 torre del bianco · a7 alfiere del nero · a6 pedone del nero · c6 pedone del nero · f6 cavallo del bianco · a5 donna del nero · c4 alfiere del bianco · g4 cavallo del bianco · h4 pedone del bianco · f3 re del nero · g3 pedone del bianco · h3 re del bianco · a1 cavallo del nero · d1 alfiere del nero | a8 torre del nero · b8 cavallo del nero · e8 torre del bianco · a7 alfiere del nero · a6 pedone del nero · c6 pedone del nero · f6 cavallo del bianco · a5 donna del nero · c4 alfiere del bianco · g4 cavallo del bianco · h4 pedone del bianco · f3 re del nero · g3 pedone del bianco · h3 re del bianco · a1 cavallo del nero · d1 alfiere del nero | a8 torre del nero · b8 cavallo del nero · e8 torre del bianco · a7 alfiere del nero · a6 pedone del nero · c6 pedone del nero · f6 cavallo del bianco · a5 donna del nero · c4 alfiere del bianco · g4 cavallo del bianco · h4 pedone del bianco · f3 re del nero · g3 pedone del bianco · h3 re del bianco · a1 cavallo del nero · d1 alfiere del nero | 1 |
|   | a | b | c | d | e | f | g | h |   |

Soluzione:
1. Ce4!  (min. 2. Tf8+ Rxe4 3. Tf4#; 2... Df5 3. Cd2/g5#)
1... Ad4 2. Te5 ... 3. Cg5#

 (2... Ae3 3. Ch2#; 2... Dd2/d8/Dxe5 3. Cxd2#)

1... Cd7 2. Ab5 ... 3. Cg5#